# Цветан Димитров
Цветан Илиев Димитров е български футболист, вратар. Роден е на 10 февруари 1987 г. в София. Висок е 189 см и тежи 81 кг.

## Кариера
Юноша на Левски (София). Дебютира в мъжкия футбол с екипа на Чавдар (Бяла Слатина) на 12 август 2006 година срещу Видима-Раковски (Севлиево) в мач за първенство на Западна Б футболна група. За отбора на Чавдар (Бяла Слатина) изиграва 29 срещи за първенство на Б футболна група и 1 мач за Купата на България, като допуска общо 41 гола средно по 1.366 гола на мач. В средата на ноември 2007 г. е привлечен обратно в родния си клуб Левски (София). Там обаче е трети вратар след Георги Петков и Божидар Митрев. На 1 октомври 2009 дебютира в евротурнирите при загубата от Лацио с 0:4. През 2011 е даден под наем на Калиакра (Каварна), където е резерва на Йордан Господинов. През сезон 2011/12 получава повече шансове и изиграва 19 мача, но Калиакра изпада. През юли 2012 е взет от Нефтохимик на проби, след което подписва договор с клуба. През октомври 2012 вкарва гол срещу Светкавица.

## Статистика по сезони
| Отбор                 | Сезон   | Шампионат | Шампионат | Нац. купа | Нац. купа | Евротурнири | Евротурнири | Общо | Общо |
| Отбор                 | Сезон   | М         | Г         | М         | Г         | М           | Г           | М    | Г    |
| --------------------- | ------- | --------- | --------- | --------- | --------- | ----------- | ----------- | ---- | ---- |
| Чавдар (Бяла Слатина) | 2006-07 | 19        | 0         | 1         | 0         | 0           | 0           | 20   | 0    |
| Чавдар (Бяла Слатина) | 2007-08 | 10        | 0         | 0         | 0         | 0           | 0           | 10   | 0    |
| Левски (София)        | 2007-08 | 0         | 0         | 0         | 0         | 0           | 0           | 0    | 0    |
| Левски (София)        | 2008-09 | 3         | 0         | 0         | 0         | 0           | 0           | 3    | 0    |

Последна актуализация: 7 декември 2008